# Mont Forzano
Pour les articles homonymes, voir Forzano.
Le mont Forzano est une montagne de 1 094 mètres d'altitude des monts Martani situés à proximité de la ville de Massa Martana dans les Apennins, en Ombrie.